# De drie vergulde Acoleyen
De drie vergulde Acoleyen is een winkelwoonhuis op de Markt in de plaats Delft, in de Nederlandse provincie Zuid-Holland. Het rijksmonument komt uit in 1903. Het gebouw is in iets gewijzigde vorm gebouwd naar ontwerp van architect C.J.L. Kersbergen uit 1899, in neorenaissancestijl. In het pand was een mantelmagazijn gevestigd.
De pui dateert uit 1912, toen het pand bij het links belendende pand werd getrokken.
Het pand maakt onderdeel uit van de aaneengesloten gevelwand van de Markt en behoort samen met het belendende pand Markt 21 tot een complex winkelwoonhuizen aan de Markt.

## Architectuur
Het onderkelderd pand heeft een  rechthoekige plattegrond van twee bouwlagen met kaplaag. Het zadeldak is deels uitgevoerd met een plat gedeelte en gedekt met rode Hollandse pannen. Het is opgetrokken in schoonmetselwerk met in de identieke trapgevels aan voor- en achterzijde rijke smeedijzeren ankers.
De voorgevel ter breedte van twee vensterassen bestaat uit de houten winkelpui met op de eerste bouwlaag twee rechtgesloten vensters met ontlastingsbogen en boogvelden, hardstenen lekdorpels en schuiframen met bovenlichten voorzien van gekleurd glas-in-lood. In de topgevel bevindt zich een kleiner rechtgesloten venster onder hardstenen latei met schuifraam met driedelig bovenlicht en aan weerszijden smalle vensters. De trapgevel wordt afgesloten met een overhoeks geplaatste toppilaster. De houten winkelpui is uitgevoerd met aan weerszijden een pilaster en is afgesloten met een kroonlijst. Boven de pilasters wordt de lijst afgesloten met een console met gesneden maskerkop. Rechts is er een paneeldeur. Tussen de pilasters, boven de paneeldeur en de winkelentree, zit een reeks panelen met gesneden pilasters ertussen, waarboven een reeks van staande rondboogvensters met eveneens gesneden pilasters ertussen, gevuld met gekleurde glas-in-loodramen waar in het fries de tekst staat: 'De drie vergulde Acoleyen'.
De tweeassige achtergevel aan het water van de Wijnhaven bevat op kelderniveau rechtgesloten vensters met stolpramen met achtruitsbovenlicht, op de tweede bouwlaag vensters met ontlastingsbogen, stolpramen met drieruitsbovenlicht. Op de derde bouwlaag zijn schuiframen. Er is een topgevel als voorgevel.

## Waardering
Het winkelwoonhuis aan de Markt 21 in 1903 gebouwd naar ontwerp van architect C.J.L. Kersbergen uit 1899 is van algemeen belang vanwege de cultuur- en architectuurhistorische waarde:
- als uitdrukking van een functie.
- als voorbeeld van de neorenaissance, vanwege de plaats die het inneemt in het oeuvre van de architect Kersbergen en vanwege de karakteristieke hoofdvorm, materiaalgebruik, detaillering en de hoge mate van gaafheid daarvan.

Het pand heeft stedenbouwkundige waarde vanwege de beeldbepalende ligging als onderdeel van de westelijke gevelwand aan het centrale marktplein in het beschermde stadsgezicht van Delft en vanwege de ruimtelijk-functionele en visuele relatie met Markt 21.